# Epihormomyia auripes
Epihormomyia auripes är en tvåvingeart som beskrevs av Ephraim Porter Felt 1915. Epihormomyia auripes ingår i släktet Epihormomyia och familjen gallmyggor.
Artens utbredningsområde är Guyana. Inga underarter finns listade i Catalogue of Life.